# Número de cavitación
El número de cavitación (Ca) es un número adimensional utilizado en mecánica de fluidos. Expresa la relación entre la diferencia de la presión local absoluta del fluido con respecto a su presión de vapor y la energía cinética por volumen del flujo. Se usa para caracterizar el potencial cavitatorio de un flujo: números bajos de cavitación, por debajo de uno,  indican la posibilidad de cavitación; a menor sea el número, mayor la probabilidad de cavitación. En bombas hidráulica y turbinas se usa el número de Thoma, a veces llamado parámetro de cavitación, y en cavitación por ultrasonidos se usa el número de García-Atance. 

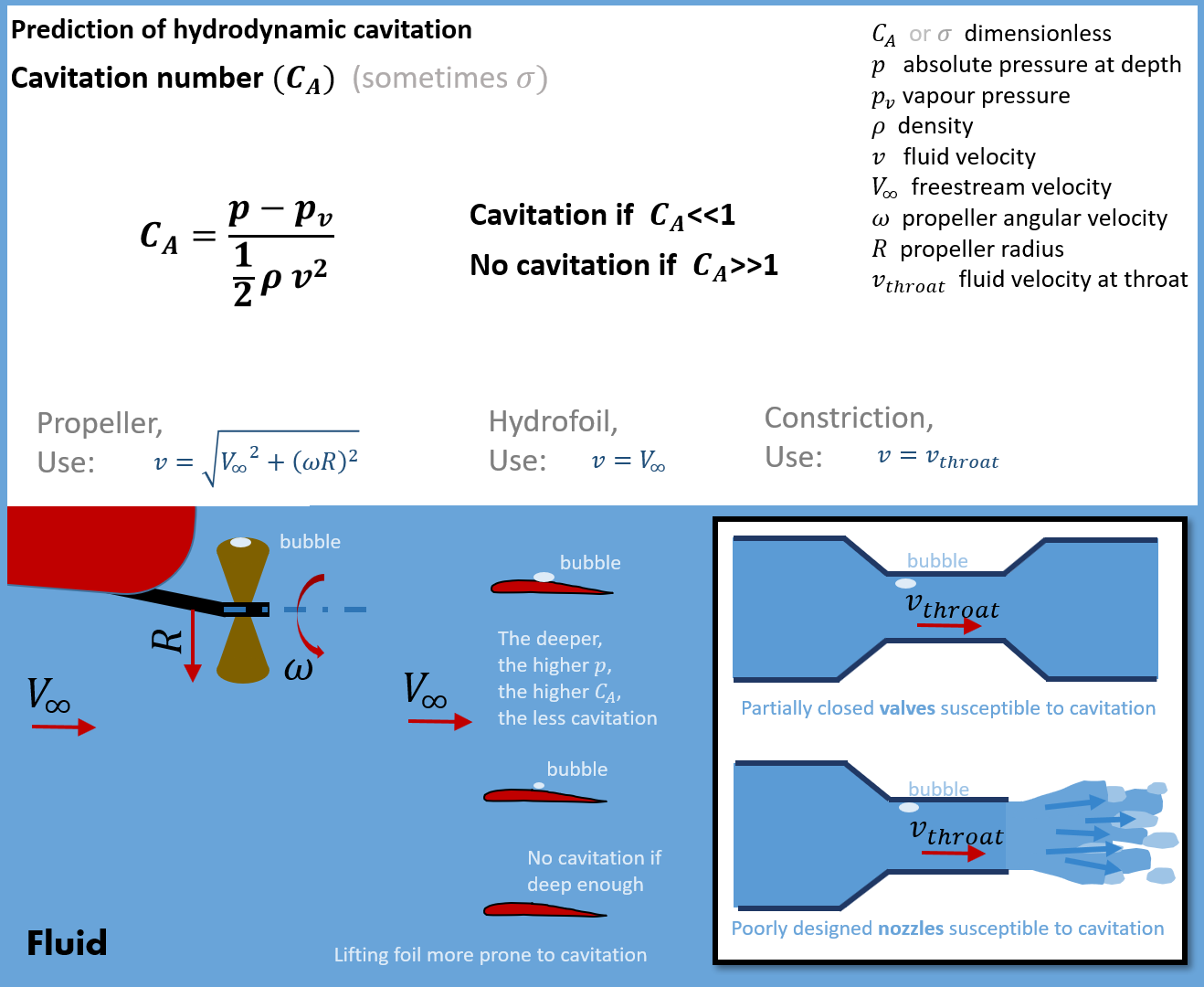
Uso del número de cavitación en una hélice, una hidroala y una constricción.

## Simbología
| Símbolo                          | Nombre               | Unidad  |
| -------------------------------- | -------------------- | ------- |
| {\displaystyle \mathrm {Ca} }    | Número de cavitación |         |
| {\displaystyle \rho }            | Densidad             | kg / m3 |
| {\displaystyle p}                | Presión local        | Pa      |
| {\displaystyle p_{\mathrm {v} }} | Presión de vapor     | Pa      |
| {\displaystyle u}                | Velocidad            | m / s   |

## Descripción

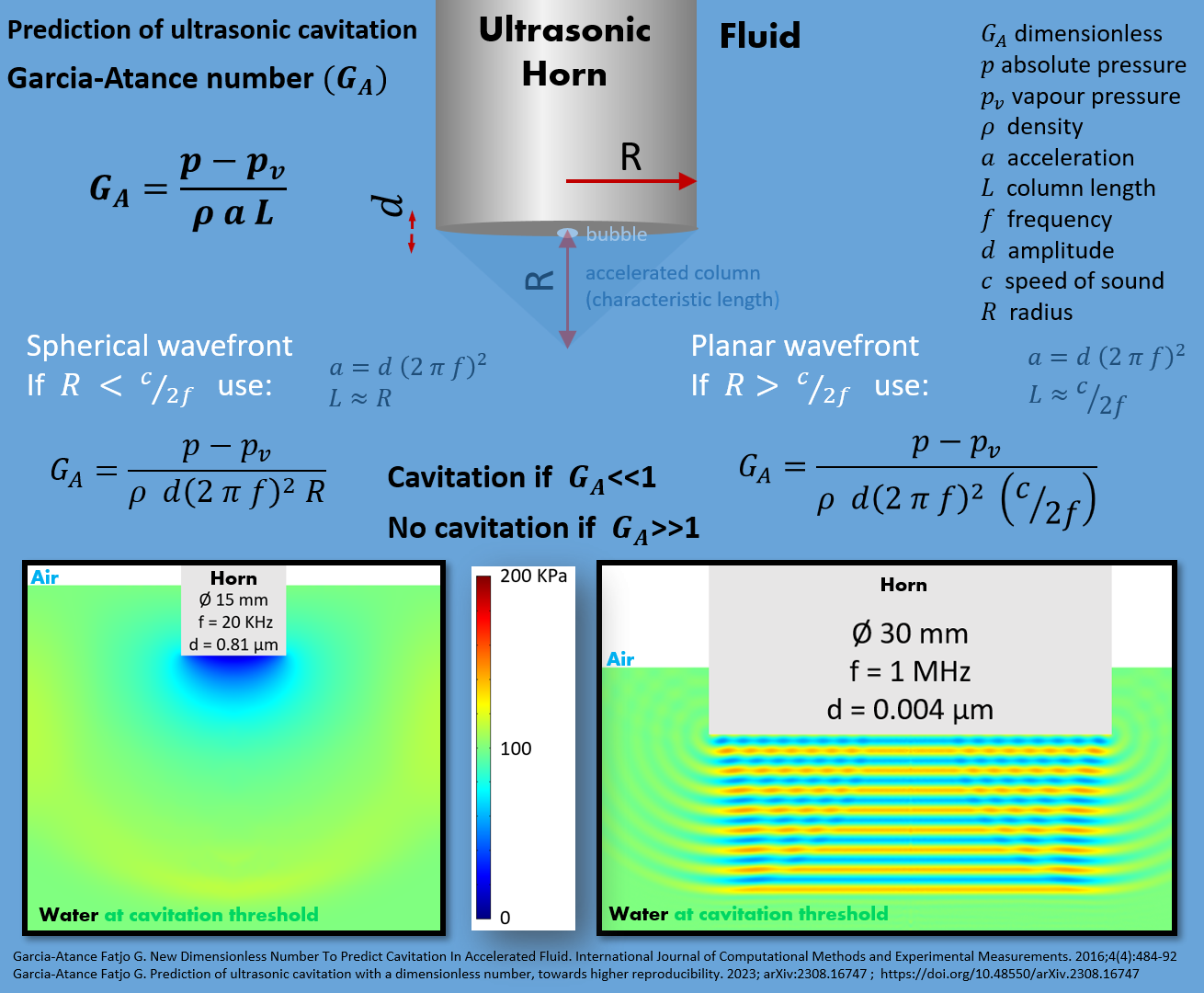
Uso del número de García-Atance en cavitación por ultrasonidos.

Se define como:
{\displaystyle \mathrm {Ca} ={\frac {p-p_{\mathrm {v} }}{{\frac {1}{2}}\rho u^{2}}}}